# Judy Canty
Judith Lilian Canty, po mężu Wilson (ur. 5 października 1931 w Sydney, zm. 9 lipca 2016 w Canberze) –  australijska lekkoatletka, specjalistka skoku w dal.
Zajęła 7. miejsce w skoku w dal na igrzyskach olimpijskich w 1948 w Londynie.
Zdobyła srebrny medal w tej konkurencji na igrzyskach Imperium Brytyjskiego w 1950 w Auckland, przegrywając jedynie z Yvette Williams z Nowej Zelandii.
Była mistrzynią Australii w skoku w dal w latach 1947/1948 i 1949/1950.
Dwukrotnie poprawiała rekord Australii w skoku w dal do wyniku 5,867 m uzyskanego 21 stycznia 1951 w Sydney. Był to jej najlepszy wynik w karierze.
Jej mąż Denis Wilson również był lekkoatletą, średniodystansowcem. Mieszkali w Duffy, na przedmieściu Canberry.